# Jüdischer Friedhof Hohenau an der March

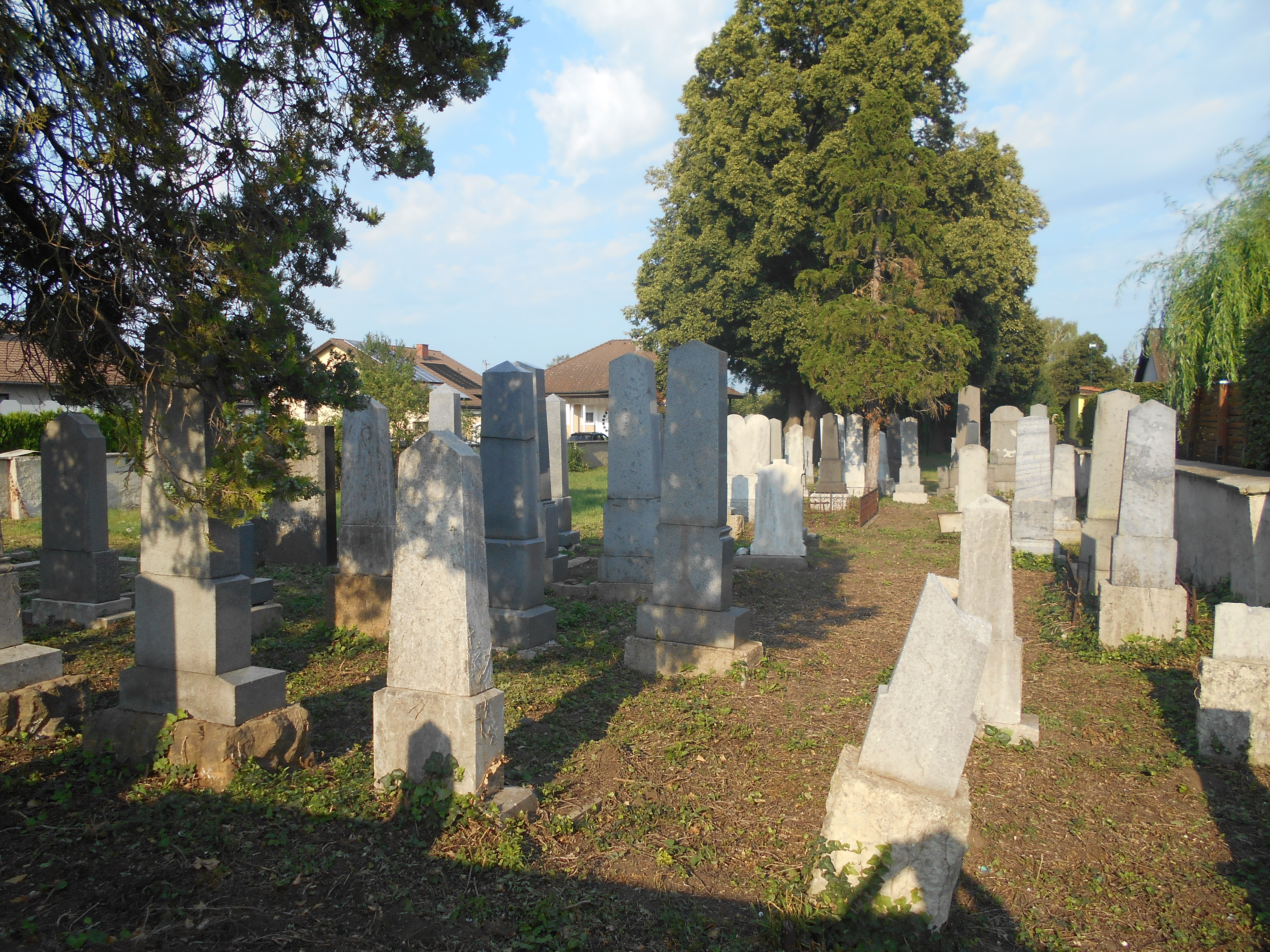
Jüdischer Friedhof in Hohenau an der March

Der Jüdische Friedhof Hohenau an der March ist ein denkmalgeschützter (Listeneintrag) jüdischer Friedhof in der niederösterreichischen Marktgemeinde Hohenau an der March. 
Der jüdische Friedhof wurde 1879 gegründet und liegt in der Falkengasse. Auf dem bis 1938 genutzten Friedhof sind 66 Grabsteine vorhanden.